# Форстер, Дерек
Дерек Форстер (англ. Derek Forster; 19 февраля 1949, Ньюкасл-апон-Тайн, Нортамберленд — 2 мая 2024) — английский футболист, игравший на позиции вратаря. До 2022 года был самым молодым дебютантом в высшем дивизионе Англии.

## Клубная карьера
Форстер родился в Ньюкасл-апон-Тайне и начал свою футбольную карьеру во время учёбы в школе Мэнор-Парк в молодёжной команде школ Ньюкасла. В 1964 году он подписал контракт с «Сандерлендом» в качестве игрока молодёжи, где стал дублёром Джимми Монтгомери. Ещё находясь в молодёжной команде клуба, Форстер был вызван в основную команду из-за травмы Монтгомери и 22 августа 1964 года начал игру против «Лестер Сити». В 15 лет 185 дней он стал самым юным игроком в истории Первого дивизиона, а также «Сандерленда». Он удерживал рекорд самого молодого дебютанта в высшем дивизионе Англии, пока Итан Нванери не дебютировал за «Арсенал» в 2022 году. Форстер подписал свой профессиональный контракт с клубом в феврале 1966 года. За свою карьеру в «Сандерленде» с 1964 по 1972 года он сыграл всего 18 матчей в лиге, пока Монтгомери оставался основным игроком команды до 1977 года. При росте 175 сантиметров он был значительно ниже большинства вратарей высшего дивизиона.
Он присоединился к «Чарльтон Атлетик» в июле 1973 года, но снова регулярно оставался на скамейке запасных, сыграв всего девять матчей за свой единственный сезон в клубе. Последним этапом в его карьере был переход в 1974 году в «Брайтон энд Хоув Альбион», где провёл три матча, а позже стал игроком-любителем в Футбольной лиге Уэрсайда.
После футбола Форстер стал помощником менеджера Вашингтонского развлекательного центра в графстве Дарем.
Умер 2 мая 2024 года в возрасте 75 лет.